# Eliminatórias da Copa do Mundo FIFA de 2006 - Europa
As eliminatórias da Europa para a Copa do Mundo FIFA de 2006 decidiram quais seleções de futebol representaram a confederação de futebol da Europa (UEFA) na Copa do Mundo FIFA de 2006 na Alemanha.

## Processo de qualificação
A Europa recebeu 14 das 32 vagas disponíveis no torneio, uma das quais foi automaticamente cedida à Alemanha como país-sede.
As 51 seleções restantes na confederação foram divididos em 8 grupos; 3 grupos de 7 times e 5 grupos de 6 times. Em cada grupo, todos os times jogaram entre si em turno e returno - os vencedores de cada um dos 8 grupos automaticamente classificaram-se para participar da competição na Alemanha.
Os vice-campeões dos grupos foram ranqueados. Nos grupos com 7 seleções, resultados contra o 7º colocado foram descartados. Os dois melhores vice-campeões receberam lugares na Copa do Mundo. Os outros seis foram emparelhados em três disputas de ida-e-volta, com os vencedores dessas partidas também avançando para a Copa do Mundo.

## Grupo 1
| Pos | Equipe        | Pts | J  | V  | E | D | GP | GC | SG  | Classificado                              |  | NED | CZE | ROM | FIN | MKD | ARM | AND |
| --- | ------------- | --- | -- | -- | - | - | -- | -- | --- | ----------------------------------------- |  | --- | --- | --- | --- | --- | --- | --- |
| 1   | Países Baixos | 32  | 12 | 10 | 2 | 0 | 27 | 3  | +24 | qualificadas para a Copa do Mundo de 2006 |  | —   | 2–0 | 2–0 | 3–1 | 0–0 | 2–0 | 4–0 |
| 2   | Tchéquia      | 27  | 12 | 9  | 0 | 3 | 35 | 12 | +23 | qualificadas para a segunda fase          |  | 0–2 | —   | 1–0 | 4–3 | 6–1 | 4–1 | 8–1 |
| 3   | Romênia       | 25  | 12 | 8  | 1 | 3 | 20 | 10 | +10 | Eliminado                                 |  | 0–2 | 2–0 | —   | 2–1 | 2–1 | 3–0 | 2–0 |
| 4   | Finlândia     | 16  | 12 | 5  | 1 | 6 | 21 | 19 | +2  | Eliminado                                 |  | 0–4 | 0–3 | 0–1 | —   | 5–1 | 3–1 | 3–0 |
| 5   | Macedônia     | 9   | 12 | 2  | 3 | 7 | 11 | 24 | −13 | Eliminado                                 |  | 2–2 | 0–2 | 1–2 | 0–3 | —   | 3–0 | 0–0 |
| 6   | Armênia       | 7   | 12 | 2  | 1 | 9 | 9  | 25 | −16 | Eliminado                                 |  | 0–1 | 0–3 | 1–1 | 0–2 | 1–2 | —   | 2–1 |
| 7   | Andorra       | 5   | 12 | 1  | 2 | 9 | 4  | 34 | −30 | Eliminado                                 |  | 0–3 | 0–4 | 1–5 | 0–0 | 1–0 | 0–3 | —   |

| Data        | Partida                          | Local                      | Resultado |
| 18-Ago-2004 | Macedônia - Armênia              | Skopje (Macedônia)         | 3:0 (2:0) |
| 18-Ago-2004 | Romênia - Finlândia              | Bucareste (Romênia)        | 2:1 (0:0) |
| 04-Set-2004 | Finlândia - Andorra              | Tampere (Finlândia)        | 3:0 (1:0) |
| 04-Set-2004 | Romênia - Macedônia              | Craiova (Romênia)          | 2:1 (1:0) |
| 08-Set-2004 | Andorra - Romênia                | Andorra La Vella (Andorra) | 1:5 (1:3) |
| 08-Set-2004 | Países Baixos - República Tcheca | Amsterdã (Países Baixos)   | 2:0 (1:0) |
| 08-Set-2004 | Armênia - Finlândia              | Yerevan (Armênia)          | 0:2 (0:1) |
| 09-Out-2004 | República Tcheca - Romênia       | Praga (República Tcheca)   | 1:0 (1:0) |
| 09-Out-2004 | Finlândia - Armênia              | Tampere (Finlândia)        | 3:1 (2:1) |
| 09-Out-2004 | Macedônia - Países Baixos        | Skopje (Macedônia)         | 2:2 (1:1) |
| 13-Out-2004 | Andorra - Macedônia              | Andorra La Vella (Andorra) | 1:0 (0:0) |
| 13-Out-2004 | Armênia - República Tcheca       | Yerevan (Armênia)          | 0:3 (0:2) |
| 13-Out-2004 | Países Baixos - Finlândia        | Amsterdã (Países Baixos)   | 3:1 (2:1) |
| 17-Nov-2004 | Macedônia - República Tcheca     | Skopje (Macedônia)         | 0:2 (0:0) |
| 17-Nov-2004 | Armênia - Romênia                | Yerevan (Armênia)          | 1:1 (0:1) |
| 17-Nov-2004 | Andorra - Países Baixos          | Barcelona (Espanha)        | 0:3 (0:2) |
| 09-Fev-2005 | Macedônia - Andorra              | Skopje (Macedônia)         | 0:0 (0:0) |
| 26-Mar-2005 | República Tcheca - Finlândia     | Teplice (República Tcheca) | 4:3 (2:0) |
| 26-Mar-2005 | Armênia - Andorra                | Yerevan (Armênia)          | 2:1 (1:0) |
| 26-Mar-2005 | Romênia - Países Baixos          | Bucareste (Romênia)        | 0:2 (0:1) |
| 30-Mar-2005 | Andorra - República Tcheca       | Andorra La Vella (Andorra) | 0:4 (0:2) |
| 30-Mar-2005 | Macedônia - Romênia              | Skopje (Macedônia)         | 1:2 (1:1) |
| 30-Mar-2005 | Países Baixos - Armênia          | Eindhoven (Países Baixos)  | 2:0 (2:0) |
| 04-Jun-2005 | Países Baixos - Romênia          | Roterdã (Países Baixos)    | 2:0 (1:0) |
| 04-Jun-2005 | Armênia - Macedônia              | Yerevan (Armenia)          | 1:2 (0:1) |
| 04-Jun-2005 | República Tcheca - Andorra       | Liberec (República Tcheca) | 8:1 (3:1) |
| 08-Jun-2005 | Finlândia - Países Baixos        | Helsinque (Finlândia)      | 0:4 (0:1) |
| 08-Jun-2005 | Romênia - Armênia                | Constanta (Romênia)        | 3:0 (2:0) |
| 08-Jun-2005 | República Tcheca - Macedônia     | Teplice (República Tcheca) | 6:1 (2:1) |
| 17-Ago-2005 | Macedônia - Finlândia            | Skopje (Macedônia)         | 0:3 (0:0) |
| 17-Ago-2005 | Romênia - Andorra                | Constanta (Romênia)        | 2:0 (2:0) |
| 03-Set-2005 | Romênia - República Tcheca       | Constanta (Romênia)        | 2:0 (1:0) |
| 03-Set-2005 | Armênia - Países Baixos          | Yerevan (Armênia)          | 0:1 (0:0) |
| 03-Set-2005 | Andorra - Finlândia              | Andorra La Vella (Andorra) | 0:0       |
| 07-Set-2005 | Países Baixos - Andorra          | Eindhoven (Países Baixos)  | 4:0 (3:0) |
| 07-Set-2005 | República Tcheca - Armênia       | Praga (República Tcheca)   | 4:1 (0:0) |
| 07-Set-2005 | Finlândia - Macedônia            | Tampere (Finlândia)        | 5:1 (3:0) |
| 08-Out-2005 | República Tcheca - Países Baixos | Praga (República Tcheca)   | 0:2 (0:0) |
| 08-Out-2005 | Finlândia - Romênia              | Helsinque (Finlândia)      | 0:1 (0:1) |
| 12-Out-2005 | Finlândia - República Tcheca     | Helsinque (Finlândia)      | 0:3 (0:1) |
| 12-Out-2005 | Países Baixos - Macedônia        | Amsterdã (Países Baixos)   | 0:0       |
| 12-Out-2005 | Andorra - Armênia                | Andorra La Vella (Andorra) | 0:3 (0:1) |

## Grupo 2
| Pos | Equipe      | Pts | J  | V | E | D  | GP | GC | SG  | Classificado                              |  | UKR | TUR | DEN | GRE | ALB | GEO | KAZ |
| --- | ----------- | --- | -- | - | - | -- | -- | -- | --- | ----------------------------------------- |  | --- | --- | --- | --- | --- | --- | --- |
| 1   | Ucrânia     | 25  | 12 | 7 | 4 | 1  | 18 | 7  | +11 | qualificadas para a Copa do Mundo de 2006 |  | —   | 0–1 | 1–0 | 1–1 | 2–2 | 2–0 | 2–0 |
| 2   | Turquia     | 23  | 12 | 6 | 5 | 1  | 23 | 9  | +14 | qualificadas para a segunda fase          |  | 0–3 | —   | 2–2 | 0–0 | 2–0 | 1–1 | 4–0 |
| 3   | Dinamarca   | 22  | 12 | 6 | 4 | 2  | 24 | 12 | +12 | Eliminado                                 |  | 1–1 | 1–1 | —   | 1–0 | 3–1 | 6–1 | 3–0 |
| 4   | Grécia      | 21  | 12 | 6 | 3 | 3  | 15 | 9  | +6  | Eliminado                                 |  | 0–1 | 0–0 | 2–1 | —   | 2–0 | 1–0 | 3–1 |
| 5   | Albânia     | 13  | 12 | 4 | 1 | 7  | 11 | 20 | −9  | Eliminado                                 |  | 0–2 | 0–1 | 0–2 | 2–1 | —   | 3–2 | 2–1 |
| 6   | Geórgia     | 10  | 12 | 2 | 4 | 6  | 14 | 25 | −11 | Eliminado                                 |  | 1–1 | 2–5 | 2–2 | 1–3 | 2–0 | —   | 0–0 |
| 7   | Cazaquistão | 1   | 12 | 0 | 1 | 11 | 6  | 29 | −23 | Eliminado                                 |  | 1–2 | 0–6 | 1–2 | 1–2 | 0–1 | 1–2 | —   |

| Data        | Partida                 | Local                    | Resultado |
| 04-Set-2004 | Dinamarca - Ucrânia     | Copenhagen (Dinamarca)   | 1:1 (1:0) |
| 04-Set-2004 | Turquia - Geórgia       | Trabzon (Turquia)        | 1:1 (0:0) |
| 04-Set-2004 | Albânia - Grécia        | Tirana (Albânia)         | 2:1 (2:1) |
| 08-Set-2004 | Geórgia - Albânia       | Tbilisi (Geórgia)        | 2:0 (1:0) |
| 08-Set-2004 | Casaquistão - Ucrânia   | Almaty (Casaquistão)     | 1:2 (1:1) |
| 08-Set-2004 | Grécia - Turquia        | Piraeus (Grécia)         | 0:0       |
| 09-Out-2004 | Ucrânia - Grécia        | Kiev (Ucrânia)           | 1:1 (0:0) |
| 09-Out-2004 | Turquia - Casaquistão   | Istambul (Turquia)       | 4:0 (1:0) |
| 09-Out-2004 | Albânia - Dinamarca     | Tirana (Albânia)         | 0:2 (0:0) |
| 13-Out-2004 | Ucrânia - Geórgia       | Lviv (Ucrânia)           | 2:0 (1:0) |
| 13-Out-2004 | Casaquistão - Albânia   | Almaty (Casaquistão)     | 0:1 (0:0) |
| 13-Out-2004 | Dinamarca - Turquia     | Copenhagen (Dinamarca)   | 1:1 (1:0) |
| 17-Nov-2004 | Grécia - Casaquistão    | Piraeus (Grécia)         | 3:1 (2:0) |
| 17-Nov-2004 | Geórgia - Dinamarca     | Tbilisi (Georgia)        | 2:2 (1:1) |
| 17-Nov-2004 | Turquia - Ucrânia       | Istambul (Turquia)       | 0:3 (0:2) |
| 09-Fev-2005 | Grécia - Dinamarca      | Piraeus (Grécia)         | 2:1 (2:1) |
| 09-Fev-2005 | Albânia - Ucrânia       | Tirana (Albânia)         | 0:2 (0:1) |
| 26-Mar-2005 | Dinamarca - Casaquistão | Copenhagen (Dinamarca)   | 3:0 (2:0) |
| 26-Mar-2005 | Geórgia - Grécia        | Tbilisi (Geórgia)        | 1:3 (1:2) |
| 26-Mar-2005 | Turquia - Albânia       | Istambul (Turquia)       | 2:0 (2:0) |
| 30-Mar-2005 | Ucrânia - Dinamarca     | Kiev (Ucrânia)           | 1:0 (0:0) |
| 30-Mar-2005 | Geórgia - Turquia       | Tbilisi (Geórgia)        | 2:5 (2:3) |
| 30-Mar-2005 | Grécia - Albânia        | Piraeus (Grécia)         | 2:0 (1:0) |
| 04-Jun-2005 | Ucrânia - Casaquistão   | Kiev (Ucrânia)           | 2:0 (1:0) |
| 04-Jun-2005 | Albânia - Geórgia       | Tirana (Albânia)         | 3:2 (2:0) |
| 04-Jun-2005 | Turquia - Grécia        | Istambul (Turquia)       | 0:0       |
| 08-Jun-2005 | Casaquistão - Turquia   | Almaty (Casaquistão)     | 0:6 (0:3) |
| 08-Jun-2005 | Dinamarca - Albânia     | Copenhagen (Dinamarca)   | 3:1 (1:0) |
| 08-Jun-2005 | Grécia - Ucrânia        | Piraeus (Grécia)         | 0:1 (0:0) |
| 17-Ago-2005 | Casaquistão - Geórgia   | Almaty (Casaquistão)     | 1:2 (1:0) |
| 03-Set-2005 | Albânia - Casaquistão   | Tirana (Albânia)         | 2:1 (0:0) |
| 03-Set-2005 | Turquia - Dinamarca     | Istambul (Turquia)       | 2:2 (0:1) |
| 03-Set-2005 | Geórgia - Ucrânia       | Tbilisi (Geórgia)        | 1:1 (0:1) |
| 07-Set-2005 | Casaquistão - Grécia    | Almaty (Casaquistão)     | 1:2 (0:0) |
| 07-Set-2005 | Dinamarca - Geórgia     | Copenhagen (Dinamarca)   | 6:1 (3:1) |
| 07-Set-2005 | Ucrânia - Turquia       | Kiev (Ucrânia)           | 0:1 (0:0) |
| 08-Out-2005 | Geórgia - Casaquistão   | Tbilisi (Geórgia)        | 0:0       |
| 08-Out-2005 | Dinamarca - Grécia      | Copenhagen (Dinamarca)   | 1:0 (1:0) |
| 08-Out-2005 | Ucrânia - Albânia       | Dnepropetrovsk (Ucrânia) | 2:2 (1:0) |
| 12-Out-2005 | Casaquistão - Dinamarca | Almaty (Casaquistão)     | 1:2 (0:0) |
| 12-Out-2005 | Grécia - Geórgia        | Atenas (Grécia)          | 1:0 (1:0) |
| 12-Out-2005 | Albânia - Turquia       | Tirana (Albânia)         | 0:1 (0:0) |

## Grupo 3
| Pos | Equipe        | Pts | J  | V | E | D  | GP | GC | SG  | Classificado                              |  | POR | SVK | RUS | EST | LAT | LIE | LUX |
| --- | ------------- | --- | -- | - | - | -- | -- | -- | --- | ----------------------------------------- |  | --- | --- | --- | --- | --- | --- | --- |
| 1   | Portugal      | 30  | 12 | 9 | 3 | 0  | 35 | 5  | +30 | qualificadas para a Copa do Mundo de 2006 |  | —   | 2–0 | 7–1 | 4–0 | 3–0 | 2–1 | 6–0 |
| 2   | Eslováquia    | 23  | 12 | 6 | 5 | 1  | 24 | 8  | +16 | qualificadas para a segunda fase          |  | 1–1 | —   | 0–0 | 1–0 | 4–1 | 7–0 | 3–1 |
| 3   | Rússia        | 23  | 12 | 6 | 5 | 1  | 23 | 12 | +11 | Eliminado                                 |  | 0–0 | 1–1 | —   | 4–0 | 2–0 | 2–0 | 5–1 |
| 4   | Estónia       | 17  | 12 | 5 | 2 | 5  | 16 | 17 | −1  | Eliminado                                 |  | 0–1 | 1–2 | 1–1 | —   | 2–1 | 2–0 | 4–0 |
| 5   | Letónia       | 15  | 12 | 4 | 3 | 5  | 18 | 21 | −3  | Eliminado                                 |  | 0–2 | 1–1 | 1–1 | 2–2 | —   | 1–0 | 4–0 |
| 6   | Liechtenstein | 8   | 12 | 2 | 2 | 8  | 13 | 23 | −10 | Eliminado                                 |  | 2–2 | 0–0 | 1–2 | 1–2 | 1–3 | —   | 3–0 |
| 7   | Luxemburgo    | 0   | 12 | 0 | 0 | 12 | 5  | 48 | −43 | Eliminado                                 |  | 0–5 | 0–4 | 0–4 | 0–2 | 3–4 | 0–4 | —   |

| Data        | Partida                    | Local                                | Resultado |
| 18-Ago-2004 | Liechtenstein - Estônia    | Vaduz (Liechtenstein)                | 1:2 (0:1) |
| 18-Ago-2004 | Eslováquia - Luxemburgo    | Bratislava (Eslováquia)              | 3:1 (1:1) |
| 04-Set-2004 | Estônia - Luxemburgo       | Tallinn (Estônia)                    | 4:0 (2:0) |
| 04-Set-2004 | Rússia - Eslováquia        | Moscou (Rússia)                      | 1:1 (1:0) |
| 04-Set-2004 | Letônia - Portugal         | Riga (Letônia)                       | 0:2 (0:0) |
| 08-Set-2004 | Luxemburgo - Letônia       | Luxemburgo (Luxemburgo)              | 3:4 (1:2) |
| 08-Set-2004 | Eslováquia - Liechtenstein | Bratislava (Eslováquia)              | 7:0 (2:0) |
| 08-Set-2004 | Portugal - Estônia         | Leiria (Portugal)                    | 4:0 (0:0) |
| 09-Out-2004 | Luxemburgo - Rússia        | Luxemburgo (Luxemburgo)              | 0:4 (0:0) |
| 09-Out-2004 | Eslováquia - Letônia       | Bratislava (Eslováquia)              | 4:1 (0:1) |
| 09-Out-2004 | Liechtenstein - Portugal   | Vaduz (Liechtenstein)                | 2:2 (0:2) |
| 13-Out-2004 | Letônia - Estônia          | Riga (Letônia)                       | 2:2 (0:0) |
| 13-Out-2004 | Luxemburgo - Liechtenstein | Luxemburgo (Luxemburgo)              | 0:4 (0:2) |
| 13-Out-2004 | Portugal - Rússia          | Lisboa (Portugal)                    | 7:1 (3:0) |
| 17-Nov-2004 | Rússia - Estônia           | Krasnodar (Rússia)                   | 4:0 (3:0) |
| 17-Nov-2004 | Liechtenstein - Letônia    | Vaduz (Liechtenstein)                | 1:3 (1:1) |
| 17-Nov-2004 | Luxemburgo - Portugal      | Luxemburgo (Luxemburgo)              | 0:5 (0:2) |
| 26-Mar-2005 | Liechtenstein - Rússia     | Vaduz (Liechtenstein)                | 1:2 (1:2) |
| 26-Mar-2005 | Estônia - Eslováquia       | Tallinn (Estônia)                    | 1:2 (0:0) |
| 30-Mar-2005 | Eslováquia - Portugal      | Bratislava (Eslováquia)              | 1:1 (0:0) |
| 30-Mar-2005 | Estônia - Rússia           | Tallinn (Estônia)                    | 1:1 (0:1) |
| 30-Mar-2005 | Letônia - Luxemburgo       | Riga (Latvia)                        | 4:0 (2:0) |
| 04-Jun-2005 | Rússia - Letônia           | São Petersburgo (Rússia)             | 2:0 (0:0) |
| 04-Jun-2005 | Portugal - Eslováquia      | Lisboa (Portugal)                    | 2:0 (2:0) |
| 04-Jun-2005 | Estônia - Liechtenstein    | Tallinn (Estônia)                    | 2:0 (1:0) |
| 08-Jun-2005 | Estônia - Portugal         | Tallinn (Estônia)                    | 0:1 (0:1) |
| 08-Jun-2005 | Letônia - Liechtenstein    | Riga (Letônia)                       | 1:0 (1:0) |
| 08-Jun-2005 | Luxemburgo - Eslováquia    | Luxemburgo (Luxemburgo)              | 0:4 (0:2) |
| 17-Ago-2005 | Letônia - Rússia           | Riga (Letônia)                       | 1:1 (1:1) |
| 17-Ago-2005 | Liechtenstein - Eslováquia | Vaduz (Liechtenstein)                | 0:0       |
| 03-Set-2005 | Rússia - Liechtenstein     | Moscovo (Rússia)                     | 2:0 (1:0) |
| 03-Set-2005 | Portugal - Luxemburgo      | Faro-Loule (Portugal)                | 6:0 (3:0) |
| 03-Set-2005 | Estônia - Letônia          | Tallinn (Estônia)                    | 2:1 (1:0) |
| 07-Set-2005 | Rússia - Portugal          | Moscovo (Rússia)                     | 0:0       |
| 07-Set-2005 | Letônia - Eslováquia       | Riga (Letônia)                       | 1:1 (0:1) |
| 07-Set-2005 | Liechtenstein - Luxemburgo | Vaduz (Liechtenstein)                | 3:0 (0:0) |
| 08-Out-2005 | Portugal - Liechtenstein   | Gafanha da Nazaré, Aveiro (Portugal) | 2:1 (0:1) |
| 08-Out-2005 | Eslováquia - Estônia       | Bratislava (Eslováquia)              | 1:0 (0:0) |
| 08-Out-2005 | Rússia - Luxemburgo        | Moscovo (Rússia)                     | 5:1 (2:0) |
| 12-Out-2005 | Eslováquia - Rússia        | Bratislava (Eslováquia)              | 0:0       |
| 12-Out-2005 | Portugal - Letônia         | Porto (Portugal)                     | 3:0 (2:0) |
| 12-Out-2005 | Luxemburgo - Estônia       | Luxemburgo (Luxemburgo)              | 0:2 (0:1) |

## Grupo 4
| Pos | Equipe      | Pts | J  | V | E | D | GP | GC | SG  | Classificado                              |  | FRA | SUI | ISR | IRL | CYP | FRO |
| --- | ----------- | --- | -- | - | - | - | -- | -- | --- | ----------------------------------------- |  | --- | --- | --- | --- | --- | --- |
| 1   | França      | 20  | 10 | 5 | 5 | 0 | 14 | 2  | +12 | qualificadas para a Copa do Mundo de 2006 |  | —   | 0–0 | 0–0 | 0–0 | 4–0 | 3–0 |
| 2   | Suíça       | 18  | 10 | 4 | 6 | 0 | 18 | 7  | +11 | qualificadas para a segunda fase          |  | 1–1 | —   | 1–1 | 1–1 | 1–0 | 6–0 |
| 3   | Israel      | 18  | 10 | 4 | 6 | 0 | 15 | 10 | +5  | Eliminado                                 |  | 1–1 | 2–2 | —   | 1–1 | 2–1 | 2–1 |
| 4   | Irlanda     | 17  | 10 | 4 | 5 | 1 | 12 | 5  | +7  | Eliminado                                 |  | 0–1 | 0–0 | 2–2 | —   | 3–0 | 2–0 |
| 5   | Chipre      | 4   | 10 | 1 | 1 | 8 | 8  | 20 | −12 | Eliminado                                 |  | 0–2 | 1–3 | 1–2 | 0–1 | —   | 2–2 |
| 6   | Ilhas Faroé | 1   | 10 | 0 | 1 | 9 | 4  | 27 | −23 | Eliminado                                 |  | 0–2 | 1–3 | 0–2 | 0–2 | 0–3 | —   |

| Data        | Partida                            | Local                         | Resultado |
| 04-Set-2004 | República da Irlanda - Chipre      | Dublin (República da Irlanda) | 3:0 (2:0) |
| 04-Set-2004 | Suíça - Ilhas Faroe                | Basel (Suíça)                 | 6:0 (4:0) |
| 04-Set-2004 | França - Israel                    | Saint-Denis (França)          | 0:0       |
| 08-Set-2004 | Ilhas Faroe - França               | Tórshavn (Ilhas Faroe)        | 0:2 (0:1) |
| 08-Set-2004 | Suíça - República da Irlanda       | Basel (Suíça)                 | 1:1 (1:1) |
| 08-Set-2004 | Israel - Chipre                    | Tel Aviv (Israel)             | 2:1 (0:0) |
| 09-Out-2004 | Chipre - Ilhas Faroe               | Nicósia (Chipre)              | 2:2 (1:2) |
| 09-Out-2004 | Israel - Suíça                     | Tel Aviv (Israel)             | 2:2 (1:2) |
| 09-Out-2004 | França - República da Irlanda      | Saint-Denis (França)          | 0:0       |
| 13-Out-2004 | República da Irlanda - Ilhas Faroe | Dublin (República da Irlanda) | 2:0 (2:0) |
| 13-Out-2004 | Chipre - França                    | Nicósia (Chipre)              | 0:2 (0:1) |
| 17-Nov-2004 | Chipre - Israel                    | Nicósia (Chipre)              | 1:2 (1:1) |
| 26-Mar-2005 | França - Suíça                     | Saint-Denis (França)          | 0:0       |
| 26-Mar-2005 | Israel - República da Irlanda      | Tel Aviv (Israel)             | 1:1 (0:1) |
| 30-Mar-2005 | Israel - França                    | Tel Aviv (Israel)             | 1:1 (0:0) |
| 30-Mar-2005 | Suíça - Chipre                     | Zürich (Suíça)                | 1:0 (0:0) |
| 04-Jun-2005 | Ilhas Faroe - Suíça                | Toftír (Ilhas Faroe)          | 1:3 (0:1) |
| 04-Jun-2005 | República da Irlanda - Israel      | Dublin (República da Irlanda) | 2:2 (2:2) |
| 08-Jun-2005 | Ilhas Faroe - República da Irlanda | Tórshavn (Ilhas Faroe)        | 0:2 (0:0) |
| 17-Ago-2005 | Ilhas Faroe - Chipre               | Toftír (Ilhas Faroe)          | 0:3 (0:1) |
| 03-Set-2005 | França - Ilhas Faroe               | Saint-Denis (França)          | 3:0 (2:0) |
| 03-Set-2005 | Suíça - Israel                     | Basel (Suíça)                 | 1:1 (1:1) |
| 07-Set-2005 | Chipre - Suíça                     | Nicósia (Chipre)              | 1:3 (1:1) |
| 07-Set-2005 | Ilhas Faroe - Israel               | Torshavn (Ilhas Faroe)        | 0:2 (0:0) |
| 07-Set-2005 | República da Irlanda - França      | Dublin (República da Irlanda) | 0:1 (0:0) |
| 08-Out-2005 | Chipre - República da Irlanda      | Nicósia (Chipre)              | 0:1 (0:1) |
| 08-Out-2005 | Israel - Ilhas Faroe               | Tel Aviv (Israel)             | 2:1 (1:0) |
| 08-Out-2005 | Suíça - França                     | Berna (Suíça)                 | 1:1 (0:0) |
| 12-Out-2005 | França - Chipre                    | Saint-Denis (França)          | 4:0 (3:0) |
| 12-Out-2005 | República da Irlanda - Suíça       | Dublin (República da Irlanda) | 0:0       |

## Grupo 5
| Pos | Equipe       | Pts | J  | V | E | D | GP | GC | SG  | Classificado                              |  | ITA | NOR | SCO | SVN | BLR | MDA |
| --- | ------------ | --- | -- | - | - | - | -- | -- | --- | ----------------------------------------- |  | --- | --- | --- | --- | --- | --- |
| 1   | Itália       | 23  | 10 | 7 | 2 | 1 | 17 | 8  | +9  | qualificadas para a Copa do Mundo de 2006 |  | —   | 2–1 | 2–0 | 1–0 | 4–3 | 2–1 |
| 2   | Noruega      | 18  | 10 | 5 | 3 | 2 | 12 | 7  | +5  | qualificadas para a segunda fase          |  | 0–0 | —   | 1–2 | 3–0 | 1–1 | 1–0 |
| 3   | Escócia      | 13  | 10 | 3 | 4 | 3 | 9  | 7  | +2  | Eliminado                                 |  | 1–1 | 0–1 | —   | 0–0 | 0–1 | 2–0 |
| 4   | Eslovênia    | 12  | 10 | 3 | 3 | 4 | 10 | 13 | −3  | Eliminado                                 |  | 1–0 | 2–3 | 0–3 | —   | 1–1 | 3–0 |
| 5   | Bielorrússia | 10  | 10 | 2 | 4 | 4 | 12 | 14 | −2  | Eliminado                                 |  | 1–4 | 0–1 | 0–0 | 1–1 | —   | 4–0 |
| 6   | Moldávia     | 5   | 10 | 1 | 2 | 7 | 5  | 16 | −11 | Eliminado                                 |  | 0–1 | 0–0 | 1–1 | 1–2 | 2–0 | —   |

| Data        | Partida                  | Local                | Resultado |
| 04-Set-2004 | Eslovênia - Moldávia     | Celje (Eslovênia)    | 3:0 (2:0) |
| 04-Set-2004 | Itália - Noruega         | Palermo (Itália)     | 2:1 (1:1) |
| 08-Set-2004 | Escócia - Eslovênia      | Glasgow (Escócia)    | 0:0       |
| 08-Set-2004 | Noruega - Bielorrússia   | Oslo (Noruega)       | 1:1 (1:0) |
| 08-Set-2004 | Moldávia - Itália        | Chisinau (Moldávia)  | 0:1 (0:1) |
| 09-Out-2004 | Escócia - Noruega        | Glasgow (Escócia)    | 0:1 (0:0) |
| 09-Out-2004 | Bielorrússia - Moldávia  | Minsk (Bielorrússia) | 4:0 (1:0) |
| 09-Out-2004 | Eslovênia - Itália       | Celje (Eslovênia)    | 1:0 (0:0) |
| 13-Out-2004 | Noruega - Eslovênia      | Oslo (Noruega)       | 3:0 (1:0) |
| 13-Out-2004 | Itália - Bielorrússia    | Parma (Itália)       | 4:3 (2:0) |
| 13-Out-2004 | Moldávia - Escócia       | Chisinau (Moldávia)  | 1:1 (1:1) |
| 26-Mar-2005 | Itália - Escócia         | Milão (Itália)       | 2:0 (1:0) |
| 30-Mar-2005 | Moldávia - Noruega       | Chisinau (Moldávia)  | 0:0       |
| 30-Mar-2005 | Eslovênia - Bielorrússia | Celje (Eslovênia)    | 1:1 (1:0) |
| 04-Jun-2005 | Noruega - Itália         | Oslo (Noruega)       | 0:0       |
| 04-Jun-2005 | Bielorrússia - Eslovênia | Minsk (Bielorrússia) | 1:1 (1:1) |
| 04-Jun-2005 | Escócia - Moldávia       | Glasgow (Escócia)    | 2:0 (0:0) |
| 08-Jun-2005 | Bielorrússia - Escócia   | Minsk (Bielorrússia) | 0:0       |
| 03-Set-2005 | Escócia - Itália         | Glasgow (Escócia)    | 1:1 (1:0) |
| 03-Set-2005 | Eslovênia - Noruega      | Celje (Eslovênia)    | 2:3 (1:2) |
| 03-Set-2005 | Moldávia - Bielorrússia  | Chisinau (Moldávia)  | 2:0 (1:0) |
| 07-Set-2005 | Bielorrússia - Itália    | Minsk (Bielorrússia  | 1:4 (1:3) |
| 07-Set-2005 | Moldávia - Eslovênia     | Chisinau (Moldávia)  | 1:2 (1:0) |
| 07-Set-2005 | Noruega - Escócia        | Oslo (Noruega)       | 1:2 (0:2) |
| 08-Out-2005 | Itália - Eslovênia       | Palermo (Itália)     | 1:0 (0:0) |
| 08-Out-2005 | Escócia - Bielorrússia   | Glasgow (Escócia)    | 0:1 (0:1) |
| 08-Out-2005 | Noruega - Moldávia       | Oslo (Noruega)       | 1:0 (0:0) |
| 12-Out-2005 | Itália - Moldávia        | Lecce (Itália)       | 2:1 (0:0) |
| 12-Out-2005 | Eslovênia - Escócia      | Celje (Eslovênia)    | 0:3 (0:1) |
| 12-Out-2005 | Bielorrússia - Noruega   | Minsk (Bielorrússia) | 0:1 (0:0) |

## Grupo 6
| Pos | Equipe           | Pts | J  | V | E | D | GP | GC | SG  | Classificado                              |  | ENG | POL | AUT | NIR | WAL | AZE |
| --- | ---------------- | --- | -- | - | - | - | -- | -- | --- | ----------------------------------------- |  | --- | --- | --- | --- | --- | --- |
| 1   | Inglaterra       | 25  | 10 | 8 | 1 | 1 | 17 | 5  | +12 | qualificadas para a Copa do Mundo de 2006 |  | —   | 2–1 | 1–0 | 4–0 | 2–0 | 2–0 |
| 2   | Polónia          | 24  | 10 | 8 | 0 | 2 | 27 | 9  | +18 | qualificadas para a segunda fase          |  | 1–2 | —   | 3–2 | 1–0 | 1–0 | 8–0 |
| 3   | Áustria          | 15  | 10 | 4 | 3 | 3 | 15 | 12 | +3  | Eliminado                                 |  | 2–2 | 1–3 | —   | 2–0 | 1–0 | 2–0 |
| 4   | Irlanda do Norte | 9   | 10 | 2 | 3 | 5 | 10 | 18 | −8  | Eliminado                                 |  | 1–0 | 0–3 | 3–3 | —   | 2–3 | 2–0 |
| 5   | País de Gales    | 8   | 10 | 2 | 2 | 6 | 10 | 15 | −5  | Eliminado                                 |  | 0–1 | 2–3 | 0–2 | 2–2 | —   | 2–0 |
| 6   | Azerbaijão       | 3   | 10 | 0 | 3 | 7 | 1  | 21 | −20 | Eliminado                                 |  | 0–1 | 0–3 | 0–0 | 0–0 | 1–1 | —   |

| Data        | Partida                          | Local                      | Resultado |
| 04-Set-2004 | Irlanda do Norte - Polônia       | Belfast (Irlanda do Norte) | 0:3 (0:2) |
| 04-Set-2004 | Áustria - Inglaterra             | Viena (Áustria)            | 2:2 (0:1) |
| 04-Set-2004 | Azerbaijão - País de Gales       | Baku (Azerbaijão)          | 1:1 (0:0) |
| 08-Set-2004 | País de Gales - Irlanda do Norte | Cardiff (País de Gales)    | 2:2 (1:2) |
| 08-Set-2004 | Polônia - Inglaterra             | Chorzow (Polônia)          | 1:2 (0:1) |
| 08-Set-2004 | Áustria - Azerbaijão             | Viena (Áustria)            | 2:0 (2:0) |
| 09-Out-2004 | Inglaterra - País de Gales       | Manchester (Inglaterra)    | 2:0 (1:0) |
| 09-Out-2004 | Áustria - Polônia                | Viena (Áustria)            | 1:3 (1:1) |
| 09-Out-2004 | Azerbaijão - Irlanda do Norte    | Baku (Azerbaijan)          | 0:0       |
| 13-Out-2004 | Irlanda do Norte - Áustria       | Belfast (Irlanda do Norte) | 3:3 (1:1) |
| 13-Out-2004 | País de Gales - Polônia          | Cardiff (País de Gales)    | 2:3 (0:0) |
| 13-Out-2004 | Azerbaijão - Inglaterra          | Baku (Azerbaijão)          | 0:1 (0:1) |
| 26-Mar-2005 | Inglaterra - Irlanda do Norte    | Manchester (Inglaterra)    | 4:0 (0:0) |
| 26-Mar-2005 | País de Gales - Áustria          | Cardiff (País de Gales)    | 0:2 (0:0) |
| 26-Mar-2005 | Polônia - Azerbaijão             | Varsóvia (Polônia)         | 8:0 (3:0) |
| 30-Mar-2005 | Polônia - Irlanda do Norte       | Varsóvia (Polônia)         | 1:0 (0:0) |
| 30-Mar-2005 | Áustria - País de Gales          | Viena (Áustria)            | 1:0 (0:0) |
| 30-Mar-2005 | Inglaterra - Azerbaijão          | Newcastle (Inglaterra)     | 2:0 (0:0) |
| 04-Jun-2005 | Azerbaijão - Polônia             | Baku (Azerbaijão)          | 0:3 (0:1) |
| 03-Set-2005 | País de Gales - Inglaterra       | CArdiff (País de Gales     | 0:1 (0:0) |
| 03-Set-2005 | Polônia - Áustria                | Chorzow (Polônia)          | 3:2 (2:0) |
| 03-Set-2005 | Irlanda do Norte - Azerbaijan    | Belfast (Irlanda do Norte) | 2:0 (0:0) |
| 07-Set-2005 | Irlanda do Norte - Inglaterra    | Belfast (Irlanda do Norte) | 1:0 (0:0) |
| 07-Set-2005 | Polônia - País de Gales          | Varsóvia (Polônia)         | 1:0 (0:0) |
| 07-Set-2005 | Azerbaijão - Áustria             | Baku (Azerbaijão)          | 0:0       |
| 08-Out-2005 | Irlanda do Norte - País de Gales | Belfast (Irlanda do Norte) | 2:3 (0:2) |
| 08-Out-2005 | Inglaterra - Áustria             | Manchester (Inglaterra)    | 1:0 (1:0) |
| 12-Out-2005 | Áustria - Irlanda do Norte       | Viena (Áustria)            | 2:0 (1:0) |
| 12-Out-2005 | Inglaterra - Polônia             | Manchester (Inglaterra)    | 2:1 (1:1) |
| 12-Out-2005 | País de Gales - Azerbaijão       | Cardiff (País de Gales)    | 2:0 (1:0) |

## Grupo 7
| Pos | Equipe               | Pts | J  | V | E | D  | GP | GC | SG  | Classificado                              |  | SCG | ESP | BIH | BEL | LTU | SMR |
| --- | -------------------- | --- | -- | - | - | -- | -- | -- | --- | ----------------------------------------- |  | --- | --- | --- | --- | --- | --- |
| 1   | Sérvia e Montenegro  | 22  | 10 | 6 | 4 | 0  | 16 | 1  | +15 | qualificadas para a Copa do Mundo de 2006 |  | —   | 0–0 | 1–0 | 0–0 | 2–0 | 5–0 |
| 2   | Espanha              | 20  | 10 | 5 | 5 | 0  | 19 | 3  | +16 | qualificadas para a segunda fase          |  | 1–1 | —   | 1–1 | 2–0 | 1–0 | 5–0 |
| 3   | Bósnia e Herzegovina | 16  | 10 | 4 | 4 | 2  | 12 | 9  | +3  | Eliminado                                 |  | 0–0 | 1–1 | —   | 1–0 | 1–1 | 3–0 |
| 4   | Bélgica              | 12  | 10 | 3 | 3 | 4  | 16 | 11 | +5  | Eliminado                                 |  | 0–2 | 0–2 | 4–1 | —   | 1–1 | 8–0 |
| 5   | Lituânia             | 10  | 10 | 2 | 4 | 4  | 8  | 9  | −1  | Eliminado                                 |  | 0–2 | 0–0 | 0–1 | 1–1 | —   | 4–0 |
| 6   | San Marino           | 0   | 10 | 0 | 0 | 10 | 2  | 40 | −38 | Eliminado                                 |  | 0–3 | 0–6 | 1–3 | 1–2 | 0–1 | —   |

| Data        | Partida                                    | Local                           | Resultado |
| 04-Set-2004 | Bélgica - Lituânia                         | Charleroi (Bélgica)             | 1:1 (0:0) |
| 04-Set-2004 | San Marino - Sérvia e Montenegro           | Serravalle (San Marino)         | 0:3 (0:2) |
| 08-Set-2004 | Lituânia - San Marino                      | Kaunas (Lituânia)               | 4:0 (1:0) |
| 08-Set-2004 | Bósnia e Herzegovina - Espanha             | Zenica (Bósnia e Herzegovina)   | 1:1 (0:0) |
| 09-Out-2004 | Espanha - Bélgica                          | Santander (Espanha)             | 2:0 (0:0) |
| 09-Out-2004 | Bósnia e Herzegovina - Sérvia e Montenegro | Sarajevo (Bósnia e Herzegovina) | 0:0       |
| 13-Out-2004 | Sérvia e Montenegro - San Marino           | Belgrade (Sérvia e Montenegro)  | 5:0 (2:0) |
| 13-Out-2004 | Lituânia - Espanha                         | Vilnius (Lituânia)              | 0:0       |
| 17-Nov-2004 | Bélgica - Sérvia e Montenegro              | Bruxelas (Bélgica)              | 0:2 (0:1) |
| 17-Nov-2004 | San Marino - Lituânia                      | Serravalle (San Marino)         | 0:1 (0:1) |
| 09-Fev-2005 | Espanha - San Marino                       | Almeria (Espanha)               | 5:0 (3:0) |
| 26-Mar-2005 | Bélgica - Bósnia e Herzegovina             | Bruxelas (Bélgica)              | 4:1 (2:1) |
| 30-Mar-2005 | Sérvia e Montenegro - Espanha              | Belgrado (Sérvia e Montenegro)  | 0:0       |
| 30-Mar-2005 | Bósnia e Herzegovina - Lituânia            | Sarajevo (Bósnia e Herzegovina) | 1:1 (1:0) |
| 30-Mar-2005 | San Marino - Bélgica                       | Serravalle (San Marino)         | 1:2 (1:1) |
| 04-Jun-2005 | Sérvia e Montenegro - Bélgico              | Belgrado (Sérvia e Montenegro)  | 0:0       |
| 04-Jun-2005 | Espanha - Lituânia                         | Valência (Espanha)              | 1:0 (0:0) |
| 04-Jun-2005 | San Marino - Bósnia e Herzegovina          | Serravalle (San Marino)         | 1:3 (1:2) |
| 08-Jun-2005 | Espanha - Bósnia e Herzegovina             | Valencia (Espanha)              | 1:1 (0:1) |
| 03-Set-2005 | Sérvia e Montenegro - Lituânia             | Belgrado (Sérvia e Montenegro)  | 2:0 (1:0) |
| 03-Set-2005 | Bósnia e Herzegovina - Bélgica             | Zenica (Bósnia e Herzegovina)   | 1:0 (0:0) |
| 07-Set-2005 | Espanha - Sérvia e Montenegro              | Madri (Espanha)                 | 1:1 (1:0) |
| 07-Set-2005 | Bélgica - San Marino                       | Antuérpia (Bélgica)             | 8:0 (3:0) |
| 07-Set-2005 | Lituânia - Bósnia e Herzegovina            | Vilnius (Lituânia)              | 0:1 (0:1) |
| 08-Out-2005 | Lituânia - Sérvia e Montenegro             | Vilnius (Lituânia)              | 0:2 (0:1) |
| 08-Out-2005 | Bósnia e Herzegovina - San Marino          | Zenica (Bósnia e Herzegovina)   | 3:0 (0:0) |
| 08-Out-2005 | Bélgica - Espanha                          | Bruxelas (Bélgica)              | 0:2 (0:0) |
| 12-Out-2005 | Sérvia e Montenegro - Bósnia e Herzegovina | Belgrado (Sérvia e Montenegro)  | 1:0 (1:0) |
| 12-Out-2005 | Lituânia - Bélgica                         | Vilnius (Lituânia)              | 1:1 (1:1) |
| 12-Out-2005 | San Marino - Espanha                       | Serravalle (San Marino)         | 0:6 (0:3) |

## Grupo 8
| Pos | Equipe   | Pts | J  | V | E | D | GP | GC | SG  | Classificado                              |  | CRO | SWE | BUL | HUN | ISL | MLT |
| --- | -------- | --- | -- | - | - | - | -- | -- | --- | ----------------------------------------- |  | --- | --- | --- | --- | --- | --- |
| 1   | Croácia  | 24  | 10 | 7 | 3 | 0 | 21 | 5  | +16 | qualificadas para a Copa do Mundo de 2006 |  | —   | 1–0 | 2–2 | 3–0 | 4–0 | 3–0 |
| 2   | Suécia   | 24  | 10 | 8 | 0 | 2 | 30 | 4  | +26 | qualificadas para a segunda fase          |  | 0–1 | —   | 3–0 | 3–0 | 3–1 | 6–0 |
| 3   | Bulgária | 15  | 10 | 4 | 3 | 3 | 17 | 17 | 0   | Eliminado                                 |  | 1–3 | 0–3 | —   | 2–0 | 3–2 | 4–1 |
| 4   | Hungria  | 14  | 10 | 4 | 2 | 4 | 13 | 14 | −1  | Eliminado                                 |  | 0–0 | 0–1 | 1–1 | —   | 3–2 | 4–0 |
| 5   | Islândia | 4   | 10 | 1 | 1 | 8 | 14 | 27 | −13 | Eliminado                                 |  | 1–3 | 1–4 | 1–3 | 2–3 | —   | 4–1 |
| 6   | Malta    | 3   | 10 | 0 | 3 | 7 | 4  | 32 | −28 | Eliminado                                 |  | 1–1 | 0–7 | 1–1 | 0–2 | 0–0 | —   |

| Data        | Partida             | Local                | Resultado |
| 04-Set-2004 | Islândia - Bulgária | Reykjavik (Islândia) | 1:3 (0:1) |
| 04-Set-2004 | Croácia - Hungria   | Zagreb (Croácia)     | 3:0 (1:0) |
| 04-Set-2004 | Malta - Suécia      | Valletta (Malta)     | 0:7 (0:3) |
| 08-Set-2004 | Suécia - Croácia    | Gotemburgo (Suécia)  | 0:1 (0:0) |
| 08-Set-2004 | Hungria - Islândia  | Budapeste (Hungria)  | 3:2 (0:1) |
| 09-Out-2004 | Suécia - Hungria    | Estocolmo (Suécia)   | 3:0 (1:0) |
| 09-Out-2004 | Malta - Islândia    | Valletta (Malta)     | 0:0       |
| 09-Out-2004 | Croácia - Bulgaria  | Zagreb (Croácia)     | 2:2 (2:0) |
| 13-Out-2004 | Bulgária - Malta    | Sofia (Bulgária)     | 4:1 (1:1) |
| 13-Out-2004 | Islândia - Suécia   | Reykjavik (Islândia) | 1:4 (0:4) |
| 17-Nov-2004 | Malta - Hungria     | Ta'qali (Malta)      | 0:2 (0:1) |
| 26-Mar-2005 | Bulgária - Suécia   | Sofia (Bulgária)     | 0:3 (0:1) |
| 26-Mar-2005 | Croácia - Islândia  | Zagreb (Croácia)     | 4:0 (1:0) |
| 30-Mar-2005 | Croácia - Malta     | Zagreb (Croácia)     | 3:0 (2:0) |
| 30-Mar-2005 | Hungria - Bulgária  | Budapeste (Hungria)  | 1:1 (0:0) |
| 04-Jun-2005 | Bulgária - Croácia  | Sofia (Bulgária)     | 1:3 (0:1) |
| 04-Jun-2005 | Islândia - Hungria  | Reykjavik (Islândia) | 2:3 (1:1) |
| 04-Jun-2005 | Suécia - Malta      | Gotemburgo (Suécia)  | 6:0 (4:0) |
| 08-Jun-2005 | Islândia - Malta    | Reykjavik (Islândia) | 4:1 (2:0) |
| 03-Set-2005 | Hungria - Malta     | Budapeste (Hungria)  | 4:0 (0:0) |
| 03-Set-2005 | Islândia - Croácia  | Reykjavik (Islândia) | 1:3 (1:0) |
| 03-Set-2005 | Suécia - Bulgária   | Estocolmo (Suécia)   | 3:0 (0:0) |
| 07-Set-2005 | Malta - Croácia     | Ta'qali (Malta)      | 1:1 (0:1) |
| 07-Set-2005 | Bulgária - Islândia | Sófia (Bulgária)     | 3:2 (1:2) |
| 07-Set-2005 | Hungria - Suécia    | Budapeste (Hungria)  | 0:1 (0:0) |
| 08-Out-2005 | Croácia - Suécia    | Zagreb (Croácia)     | 1:0 (0:0) |
| 08-Out-2005 | Bulgária - Hungria  | Sófia (Bulgária)     | 2:0 (1:0) |
| 12-Out-2005 | Hungria - Croácia   | Budapeste (Hungria)  | 0:0       |
| 12-Out-2005 | Malta - Bulgária    | Ta'qali (Malta)      | 1:1 (0:0) |
| 12-Out-2005 | Suécia - Islândia   | Estocolmo (Suécia)   | 3:1 (2:1) |

## Repescagem
| Pos | Grp | Equipe     | Pts | J  | V | E | D | GP | GC | SG  | Classificado                              |
| --- | --- | ---------- | --- | -- | - | - | - | -- | -- | --- | ----------------------------------------- |
| 1   | 8   | Suécia     | 24  | 10 | 8 | 0 | 2 | 30 | 4  | +26 | qualificadas para a Copa do Mundo de 2006 |
| 2   | 6   | Polónia    | 24  | 10 | 8 | 0 | 2 | 27 | 9  | +18 | qualificadas para a Copa do Mundo de 2006 |
| 3   | 1   | Tchéquia   | 21  | 10 | 7 | 0 | 3 | 23 | 11 | +12 | qualificadas para a segunda fase          |
| 4   | 7   | Espanha    | 20  | 10 | 5 | 5 | 0 | 19 | 3  | +16 | qualificadas para a segunda fase          |
| 5   | 4   | Suíça      | 18  | 10 | 4 | 6 | 0 | 18 | 7  | +11 | qualificadas para a segunda fase          |
| 6   | 5   | Noruega    | 18  | 10 | 5 | 3 | 2 | 12 | 7  | +5  | qualificadas para a segunda fase          |
| 7   | 3   | Eslováquia | 17  | 10 | 4 | 5 | 1 | 17 | 7  | +10 | qualificadas para a segunda fase          |
| 8   | 2   | Turquia    | 17  | 10 | 4 | 5 | 1 | 13 | 9  | +4  | qualificadas para a segunda fase          |

| Data        | Partida                    | Local                    | Resultado |
| 12-Nov-2005 | Noruega - República Tcheca | Oslo (Noruega)           | 0:1 (0:1) |
| 12-Nov-2005 | Suíça - Turquia            | Berna (Suíça)            | 2:0 (1:0) |
| 12-Nov-2005 | Espanha - Eslováquia       | Madri (Espanha)          | 5:1 (2:0) |
| 16-Nov-2005 | República Tcheca - Noruega | Praga (República Tcheca) | 1:0 (1:0) |
| 16-Nov-2005 | Turquia - Suíça            | Istambul (Turquia)       | 4:2 (2:1) |
| 16-Nov-2005 | Eslováquia - Espanha       | Bratislava (Eslováquia)  | 1:1 (0:0) |

Classificados para a Copa do Mundo:  Tchéquia,  Espanha,  Suíça

## Melhores marcadores
|    | Nome               | País      | Golos |
| -- | ------------------ | --------- | ----- |
| 1° | Pedro Pauleta      | Portugal  | 11    |
| 2° | Jan Koller         | Tchéquia  | 9     |
| 3° | Zlatan Ibrahimovic | Suécia    | 8     |
| 3° | Alexei Eremenko    | Finlândia | 8     |